# Великооктябрьское сельское поселение
Великооктя́брьское се́льское поселе́ние — муниципальное образование в составе Фировского района Тверской области.
Администрация поселения располагается в посёлке городского типа Великооктябрьский, не входящем в его состав.
Образовано в 2005 году, включило в себя территории Покровского, Жуковского, Дубровского и Трестинского сельских округов.

## Географические данные
- Общая площадь: 520,8 км².
- Нахождение: юго-восточная часть Фировского района.
  - Граничит:
    - на западе — с Великооктябрьским городским поселением и Фировским сельским поселением
    - на севере — с Рождественским сельским поселением,
    - на востоке — с Вышневолоцким районом, Есеновическое СП и Лужниковское СП,
    - на юге — с Кувшиновским районом, Борзынское СП и Могилевское СП,
    - на юго-западе — с Осташковским районом, Ждановское СП и Святосельское СП.

По территории поселения протекает река Цна с притоками Опаш, Красенка, Речище, Сонка и др.

## Население
| 2010  | 2011  | 2012  | 2013  | 2014  | 2015  | 2016  |
| ----- | ----- | ----- | ----- | ----- | ----- | ----- |
| 1998  | ↘1975 | ↘1954 | ↘1921 | ↘1862 | ↘1834 | ↘1788 |
| 2017  | 2018  | 2019  | 2020  | 2021  |       |       |
| ↘1744 | ↘1684 | ↘1642 | ↘1560 | ↗1788 |       |       |

## Населенные пункты
На территории поселения находятся 39 населённых пунктов:
| №  | Населённый пункт      | Тип     | Население |
| -- | --------------------- | ------- | --------- |
| 1  | Альпаково             | деревня | 38        |
| 2  | Белятино              | деревня | 17        |
| 3  | Болобоново            | деревня | 43        |
| 4  | Глумилово             | деревня | 10        |
| 5  | Городок               | деревня | 19        |
| 6  | Дерева                | деревня | 84        |
| 7  | Дубровка              | деревня | ↘145      |
| 8  | Жуково                | деревня | 421       |
| 9  | Залесье               | деревня | 0         |
| 10 | Заречная              | деревня | 5         |
| 11 | Зенцово               | деревня | 1         |
| 12 | Иванов Двор           | деревня | ↘15       |
| 13 | Карманово             | деревня | 0         |
| 14 | Кисляково             | деревня | 1         |
| 15 | Коммуна               | деревня | 45        |
| 16 | Коноково              | деревня | 13        |
| 17 | Кузнецово             | деревня | 7         |
| 18 | Кузнецовская Больница | н.п.    | 9         |
| 19 | Ломаки                | деревня | 9         |
| 20 | Лядины                | деревня | 1         |
| 21 | Малое Эскино          | деревня | 1         |
| 22 | Обогорье              | деревня | 10        |
| 23 | Острецово             | деревня | 20        |
| 24 | Ошаково               | деревня | 1         |
| 25 | Погорелое             | деревня | 83        |
| 26 | Покровское            | село    | ↘194      |
| 27 | Починок               | деревня | 0         |
| 28 | Пухтина Гора          | деревня | ↘21       |
| 29 | Репище                | деревня | 0         |
| 30 | Речище                | деревня | 0         |
| 31 | Семеновщина           | деревня | 0         |
| 32 | Сонка                 | деревня | 6         |
| 33 | Сосновка              | посёлок | ↗459      |
| 34 | Стан                  | деревня | 68        |
| 35 | Старое                | деревня | ↘81       |
| 36 | Теляково              | деревня | 21        |
| 37 | Трестино              | деревня | ↘135      |
| 38 | Фёдоров Двор          | деревня | 5         |
| 39 | Шемелинка             | деревня | 1         |

### Бывшие населенные пункты
На территории поселения исчезли деревни Деревково, Запольки, Уткино и другие.

Деревня Новоселье вошла в состав посёлка Сосновка.

## История
В XII—XIV вв. территория поселения относилась к Деревской пятине Новгородской земли.

В XV веке присоединена к Великому княжеству Московскому и относилась к Посонскому погосту Деревской пятины.
- После реформ Петра I территория поселения входила:[14]
- в 1708—1727 гг. в Санкт-Петербургскую (Ингерманляндскую 1708—1710 гг.) губернию, Новгородскую провинцию,
- в 1727—1775 гг. в Новгородскую губернию, Тверскую провинцию,
- в 1775—1796 гг. в Тверское наместничество,
- в 1796—1929 гг. в Тверскую губернию, Вышневолоцкий уезд и Осташковский уезд,
- в 1929—1935 гг. в Московскую область, Вышневолоцкий и Ясеновичский районы,
- в 1935—1963 гг. в Калининскую область, Фировский район,
- в 1963—1972 гг. в Калининскую область, Вышневолоцкий район,
- в 1972—1990 гг. в Калининскую область, Фировский район,
- с 1990 в Тверскую область, Фировский район.

В середине XIX—начале XX века деревни поселения относились к Кузнецовской и Старопосонской волостям Вышневолоцкого уезда и Иванодворской волости Осташковского уезда Тверской губернии.

В 50-е годы XX века на территории поселения существовали Пухтиногорский и Покровский сельсоветы Фировского района и Становский сельсовет Осташковского района Калининской области.